# Вестеркерк
Вестеркерк (нидерл. Westerkerk — Западная церковь) — кальвинистская церковь в Амстердаме, построенная в 1620—1631 годах по проекту Хендрика де Кейзера. Расположена на берегу канала Принсенграхт.
Шпиль церкви является самым высоким церковным шпилем в Амстердаме, имея высоту 85 метров. Его венчает модель короны Австрийской империи императора Максимилиана I. Церковные колокола были отлиты Пьером и Франсуа Эмони. Створки органа расписаны Герардом де Лерессом.
Считается, что у стен этой церкви 8 октября 1669 года в братской могиле был похоронен Рембрандт, но документальных подтверждений этому нет. Точное место его захоронения неизвестно, однако предположительно оно находится у северной стены церкви. 
Зато известно, что в Вестеркерк похоронены  Хендрикье Стоффелс -  последняя возлюбленная Рембрандта и Титус ван Рейн - сын его и Саскии.
Здесь также похоронены Агнета де Графф ван Полсбрук, картограф Ян Блау, художник Николас Питерс Берхем. 
10 марта 1966 года в церкви венчались принцесса Беатрикс и Клаус фон Амсберг.
Вестеркерк находится вблизи Дома Анны Франк и была описана в её дневнике. На церковной площади установлена статуя Анны Франк. Также вблизи церкви находится Гомомонумент.
В некоторых других городах Нидерландов также есть церкви с аналогичным именем, например, в Леувардене.
- Церковный орган
- Вид прилегающего квартала Йордан с церковной башни
- Принсенграхт ночью, с видом на Вестеркерк и дом Анны Франк
- Мемориальная доска в память Рембрандта